# Corpo de Wuwei

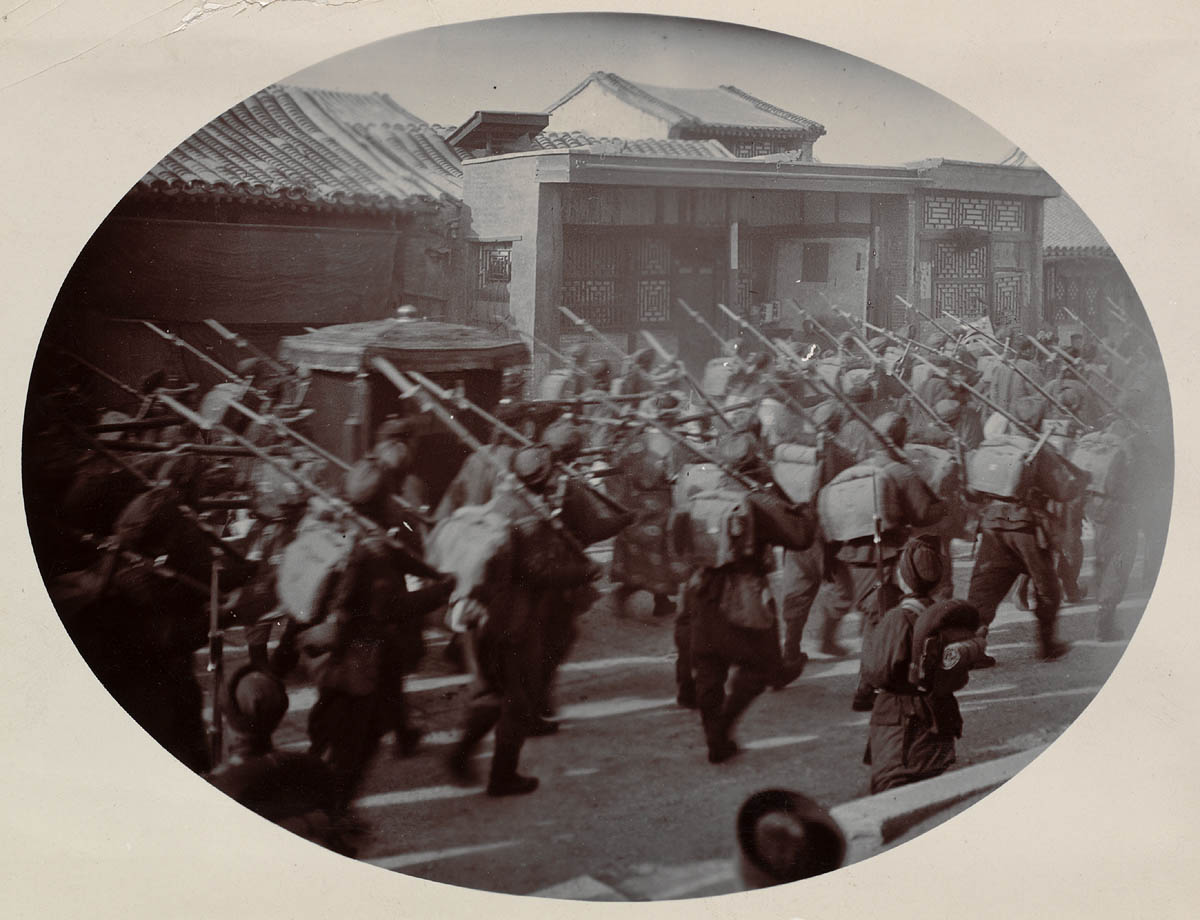
Tropas do Corpo de Wuwei lideradas por Yuan Shikai escoltando a Imperatriz Viúva Cixi de volta à Cidade Proibida em 1902

O Corpo de Wuwei  (chinês tradicional: 武衛軍, chinês simplificado: 武卫军, pinyin: Wǔwèijūn, Wade–Giles: Wu-wei chün)  ou Exército de Guardas   foi uma unidade militar modernizada da Dinastia Qing da China. Composto por infantaria, cavalaria e artilharia, foi formado em maio  ou junho de 1899 e treinado por conselheiros militares ocidentais. A guarda assumiu a responsabilidade pela segurança de Pequim e da Cidade Proibida, tendo Ronglu como seu comandante supremo. Este movimento foi uma tentativa da corte imperial Qing de criar um exército de estilo ocidental equipado com armamento moderno após a derrota do Império Qing na Primeira Guerra Sino-Japonesa. Três das cinco divisões do Corpo de Wuwei foram dissolvidas após dois anos devido ao desgaste causado pela Rebelião dos Boxers.

## Formação
A Imperatriz Viúva Cixi detinha o poder supremo na corte imperial Qing depois de colocar o imperador Guangxu em prisão domiciliar. Ronglu, que controlava o Grande Conselho e o Ministério da Defesa, posteriormente recebeu ordens para recrutar um exército de 90.000 homens provenientes de várias unidades sob o controle de Nie Shicheng, Song Qing, Dong Fuxiang e Yuan Shikai.   

## Cinco Divisões de Wuwei
O corpo consistia em cinco "divisões" descritas como "regimentos" por algumas fontes:  Esquerda, Direita, Frente, Retaguarda e Centro   
| Divisão    | Comandante   |
| ---------- | ------------ |
| Frente     | Nie Shicheng |
| Retaguarda | Dong Fuxiang |
| Esquerda   | Song Qing    |
| Direita    | Yuan Shikai  |
| Centro     | Ronglu       |

Destes, "de longe o mais forte"  foi a Divisão Direita de Yuan Shikai, que foi apenas uma reformulação de seu Novo Exército existente, formado em 1895,  enquanto a Divisão de Frente de Nie Shicheng, treinada por conselheiros militares alemães, ficou em segundo lugar. melhor.  Estas duas divisões gozavam da vantagem de um sistema militar de infantaria modernizado e de treinamento, enquanto as outras três divisões ainda empregavam o tradicional sistema do Exército de Estandartes Manchu. As diferenças nas proezas das divisões tornaram-se aparentes durante o treinamento, embora todo o Exército da Guarda tivesse o mesmo armamento moderno.
Antes da criação do Corpo de Wuwei, a Divisão de Frente de Nie Shicheng era conhecida como o "Exército Tenaz" (chinês tradicional: 武毅軍, pinyin: Wǔyì jūn, Wade–Giles: Wu-i chün),  enquanto as tropas de Song Qing anteriormente tinham o nome de "Exército Resoluto " (毅軍 Yi jun). [8] Esses exércitos estavam armados de forma semelhante com rifles Mauser e metralhadoras Maxim. 
Dong Fuxiang liderou um exército de guerreiros muçulmanos, apelidado de "a turba islâmica de 10.000" no Ocidente na época.  Na China, as tropas de Dong eram familiarmente conhecidas como "exército Gan" (chinês tradicional: 甘軍, chinês simplificado: 甘军, pinyin: Gān Jūn, Wade–Giles: Kan Chün), que usava o nome abreviado da província de Gansu, onde muitos desses soldados se originaram. "Exército Gan" é uma tradução literal, mas as fontes inglesas costumam usar o nome parafraseado "Bravos de Kansu". 
Por decreto imperial, Ronglu recebeu o comando nominal de todo o Corpo de Wuwei.  Sua tarefa inicial era incorporar as quatro divisões preexistentes na nova estrutura do Corpo de Wuwei.  Mais tarde, Ronglu adicionou a Divisão Central tendo ele mesmo como comandante, uma unidade composta principalmente por vassalos manchus.  

## Levante dos Boxers
Durante a guerra contra a Aliança das Oito Nações, a Divisão da Frente, a Divisão de Retaguarda e a Divisão Central sofreram pesadas baixas e foram dissolvidas após a assinatura do Protocolo Boxer. A Divisão Direita e a Divisão Esquerda permaneceram na província de Shandong para reprimir um grupo de Boxers conhecidos como rebeldes Yihetuan. Ambas as unidades permaneceram com força total, pois não enfrentaram tropas de potências estrangeiras.
De março de 1899 em diante, no auge do conflito dos Boxers, Ma Yukun (馬玉崑) e Jiang Guiti tornaram-se co-comandantes ao lado de Song Qing à frente da Divisão de Esquerda. 